# 강남구 (선거구)
강남구는 대한민국의 옛 국회의원 선거구이다. 당시 서울특별시 강남구 지역을 관할했다.

## 역사
1975년 10월, 성동구의 일부 지역들이 강남구로 분리되었다. 이로써 기존 성동구 선거구에서 강남구 선거구가 분리되었다. 또한 1973년에 영등포구에서 성동구로 편입된 지역들도 모두 강남구로 편입됨에 따라 영등포구 갑 지역에 있던 해당 지역들도 해당 선거를 앞두고 강남구 선거구로 편입되었다.
1979년 10월, 일부 지역이 강동구로 분구되었다. 이에 제11대 국회의원 선거를 앞두고 강동구 선거구가 분리되었다.
1988년 1월, 강남구의 일부 지역이 서초구로 분리되었다. 또한 제13대 국회의원 선거를 앞두고 소선구제가 시행됨에 따라 서초구 갑, 서초구 을, 강남구 갑, 강남구 을로 각각 분리되면서 폐지되었다.

## 역대 국회의원
| 선거   | 정당 | 정당       | 1위 의원 | 정당 | 정당       | 2위 의원 |
| ------ | ---- | ---------- | -------- | ---- | ---------- | -------- |
| 1978년 |      | 신민당     | 정운갑   |      | 민주공화당 | 이태섭   |
| 1981년 |      | 민주정의당 | 이태섭   |      | 민주사회당 | 고정훈   |
| 1985년 |      | 신한민주당 | 김형래   |      | 민주한국당 | 이중재   |

## 역대 선거 결과

### 대한민국 제10대 국회의원 선거
|  | 50.88% |

|  | 29.27% |

|  | 11.57% |

|  | 4.67% |

|  | 3.58% |

### 대한민국 제11대 국회의원 선거
|  | 35.92% |

|  | 29.70% |

|  | 13.66% |

|  | 9.38% |

|  | 6.18% |

|  | 5.13% |

### 대한민국 제12대 국회의원 선거
|  | 35.80% |

|  | 29.72% |

|  | 24.57% |

|  | 9.90% |